# Christian Ribera
Christian Ribera (13 november 2002) is een Braziliaans zitskiër. Ribera heeft in 2018 deelgenomen aan de Paralympische Winterspelen in Pyeongchang, Zuid-Korea, waar hij met zijn 15 jaar de jongste deelnemer was.
Tijdens de Spelen in Pyeongchang werd hij 6e bij het zitskiën. Omdat er in Brazilië geen sneeuw is, oefent hij daar met wielen op het asfalt. Een keer per jaar oefent hij in Europa.
Op het WK van 2021 werd hij 2e.